# James Coblentz
James Coblentz (...) è un montatore statunitense noto per aver lavorato nella serie televisiva X-Files.

## Filmografia

### Cinema
- A donne con gli amici (Foxes), regia di Adrian Lyne (1980)
- Amarti a New York (It's My Turn), regia di Claudia Weill (1980)
- Movie Madness, regia di Bob Giraldi e Henry Jaglom (1982)
- Still Smokin, regia di Tommy Chong (1983)
- Strade di fuoco (Streets of Fire), regia di Walter Hill (1984)
- Aloha Summer, regia di Tommy Lee Wallace (1988)
- La casa nera (The People Under the Stairs), regia di Wes Craven (1991)
- Final Destination, regia di James Wong (2000)
- The One, regia di James Wong (2001)
- Willard il paranoico (Willard), regia di Glen Morgan (2003)
- Species III, regia di Brad Turner (2004)
- Return of the Living Dead: Necropolis, regia di Ellory Elkayem (2005)
- Return of the Living Dead: Rave to the Grave, regia di Ellory Elkayem (2005)
- Mansfield Path, regia di Samuel N. Benavides – cortometraggio (2009)
- Chain Letter , regia di Deon Taylor (2009)
- Super Hybrid, regia di Eric Valette (2010)
- The Selling, regia di Emily Lou Wilbur (2011)
- Black Cadillac, regia di Michael Roud – cortometraggio (2011)
- The Howling: Reborn, regia di Joe Nimziki (2011)
- Viral, regia di Tim Shechmeister – cortometraggio (2011)
- The Mule, regia di Gabriela Tagliavini (2012)
- La maledizione di Chucky (Curse of Chucky), regia di Don Mancini (2013)

### Televisione
- Bing Crosby: His Life and Legend, regia di Marshall Flaum – documentario TV (1978)
- Wild Times – miniserie TV, 2 episodi(1980)
- Murder in Paradise, regia di Fred Walton – film TV (1990)
- Delitti in forma di stella (Night Visions), regia di Wes Craven – film TV (1990)
- Earth Angel, regia di Joe Napolitano – film TV (1991)
- In viaggio nel tempo (Quantum Leap) – serie TV, un episodio (1991)
- X-Files – serie TV, 15 episodi (1993-1995)
- Space: Above and Beyond – serie TV, 8 episodi (1995-1996)
- Dark Skies - Oscure presenze – serie TV, 7 episodi (1996-1997)
- Millennium' – serie TV, 10 episodi (1997-1999)
- Il fuggitivo – serie TV, 2 episodi (2001)
- The Guardian – serie TV, 2 episodi (2003)
- Prison Break – serie TV, 5 episodi (2005-2017)
- Blade: la casa di Chthon – serie TV, 3 episodi (2006)
- Ghost Whisperer - Presenze – serie TV, 6 episodi(2006-2007)
- Numb3rs – serie TV, un episodio (2007)
- Bionic Woman – serie TV, 2 episodi (2007)
- WWII in HD – miniserie TV (2009)
- Tower Prep – serie TV, 3 episodi (2010)
- American Horror House, regia di Darin Scott – film TV (2013)
- The Haves and the Have Nots – serie TV, 16 episodi (2013)
- Those Who Kill – serie TV, 4 episodi (2014)
- Intruders – serie TV, 3 episodi (2014)
- Reign – serie TV, un episodio (2015)
- Hemlock Grove – serie TV, 4 episodi (2015)
- Designated Survivor – serie TV, 3 episodi (2018)